# Puy-du-Lac
Puy-du-Lac è un comune francese di 405 abitanti situato nel dipartimento della Charente Marittima nella regione della Nuova Aquitania.

## Società

### Evoluzione demografica
Abitanti censiti